# Plutokracja
Plutokracja (gr. πλουτοκρατία plutokratia „rządy bogatych”, od wyrazów πλοῦτος plutos „bogactwo” + κρατέω krateo „rządzę”) – system sprawowania rządów, w którym podstawową zasadą władzy jest bogactwo.
Nazwa plutokracja jest używana w dwóch znaczeniach. W pracach dotyczących historii plutokracja jest polityczną kontrolą oligarchii bogatych. Przykładami plutokracji były niektóre miasta-państwa w starożytnej Grecji, włoskie republiki kupieckie Wenecji, Florencji i Genui. Plutokracje wyrastają zwykle na danym terytorium po okresie anarchii (bezrządu). Plutokracja jest blisko spokrewniona z arystokracją jako formą rządzenia, gdyż ogólnie bogactwo i wysoki status społeczny są związane ze sobą.
Drugie znaczenie ma charakter pejoratywny i odnosi się do wpływu, jaki wywierają bogaci na procesy polityczne we współczesnych państwach. Wpływ ten może być „pozytywny” (finansowy „wkład” lub łapówka) lub „negatywny” (odmowa płacenia podatków, zagrożenie przeniesieniem zyskownych gałęzi gospodarki w inne miejsce itp.), niedemokratyczne, bez kontroli publicznej pełnienie władzy zza kulis.
Notuje się liczne przypadki finansowego nacisku bogatych ludzi na władzę wykonawczą, władzę ustawodawczą czy władzę sądowniczą w celu uzyskania korzystnej legislacji. Większość zachodnich demokracji parlamentarnych dopuszcza gromadzenie przez partie polityczne datków od prywatnych osób (bezpośrednio lub za pośrednictwem specjalnych funduszy), ale chociaż nie powinno to mieć żadnego wpływu na procesy legislacyjne, jest mało prawdopodobne, aby wszyscy politycy byli odporni na tego rodzaju wpływy.